# La Russell
La Russell è un comune degli Stati Uniti d'America, nella contea di Jasper, nello Stato del Missouri. Si trova a 39 miglia a ovest di Springfield (Missouri) e 131 miglia nord-est di Tulsa (Oklahoma).

## Società
La città conta circa 138 abitanti. Nel 2000 il reddito medio della popolazione era di 21.750 Dollari.